# سوسوا (رود)
سوسوا (به لاتین: Sosva) یک رود در روسیه است که در استان سوردلوفسک واقع شده‌است.